# Enforcer (hokej na ledu)
Enforcer (tudi Pretepač ali Policist) je poseben član hokejskega kluba, ki je v klubu zadolžen za zaščito svojih soigralcev.
Enforcer predvsem reagira ob grobem prekršku nad zvezdnikom iz lastnega moštva ali kakršnem koli napadu na lastnega vratarja. V takih primerih z naletom ali pretepom obračuna z nasprotnim hokejistom, ne glede na morebitno kazen. S tem poskušajo prestrašiti nasprotnike in hkrati zaščititi svoje najboljše hokejiste in vratarja pred poškodbami na prihodnjih tekmah. Praviloma je v postavi kluba le en enforcer, ki je običajno član četrte postave. Zaradi tega je malo časa na ledu in dosega malo zadetkov, klubu pa se njegova prepoved nastopa na nekaj tekmah zaradi hujših prekrškov ne pozna. 